# Leucas bakeri
Leucas bakeri là một loài thực vật có hoa trong họ Hoa môi. Loài này được Hiern mô tả khoa học đầu tiên năm 1900.